# Còlob vermell de Preuss
El còlob vermell de Preuss (Piliocolobus preussi) és un primat catarrí de la família dels cercopitècids. Durant un temps se'l considerà una subespècie de Piliocolobus badius (Piliocolobus badius preussi).
L'espècie és endèmica del Camerun, on viu únicament al voltant del Barombi Mbo, a la part occidental del país: la majoria d'exemplars viuen al Parc Nacional de Korup. En canvi, es creu que les poblacions de l'est de Nigèria s'han extingit.